# The Cribs
The Cribs — инди-рок-группа из Вейкфилда (графство Уэст-Йоркшир, Великобритания).

## Состав
Изначально в группу вошли братья-близнецы Гарри и Райан Ярманы и их младший брат Росс Ярман. Впоследствии к ним присоединился бывший гитарист The Smiths и Modest Mouse Джонни Марр, который стал официальным членом группы в 2008 году. Марр оставался в составе группы до 2011 года; о его уходе было официально объявлено 11 апреля на сайте группы.

## Дискография

### Синглы
- Baby Don’t Sweat (2004)
- You Were Always The One (2004)
- What About Me (2004)
- Mirror Kissers (2005)
- Martell (2005)
- You’re Gonna Lose Us (2005)
- Men’s Needs (2007)
- Moving Pictures (2007)
- Our Bovine Public / Don’t You Wanna Be Relevant? (2007)
- I’m A Realist (2008)
- Cheat On Me (2009)
- We Share The Same Skies (2009)
- So Hot Now (2010) [Split Single mit The Thermals]
- Housewife (2010)
- Chi-Town (2012)
- Come On, be a No-One (2012)
- Glitters Like Good (2012)
- Leather Jacket Love Song (2013)

### Альбомы
- The Cribs (2004)
- The New Fellas (2005)
- Men’s Needs, Women’s Needs, Whatever (2007)
- Ignore The Ignorant (2009)
- In the Belly of the Brazen Bull (2012)
- For All My Sisters (2015)
- 24-7 Rock Star Shit (2017)
- Night Network (2020)